# Kazimierz Nycz
Kazimierz Nycz (Stara Wieś, 1 de fevereiro de 1950) é um cardeal da Igreja Católica polonês, arcebispo de Varsóvia.

## Biografia
Estudou no Liceu de Maria Skłodowska-Curie, Czechowice-Dziedzice (formou-se em 1967) e depois entrou no Seminário Maior de Cracóvia. Em 8 de maio de 1972, foi ordenado diácono pelo Cardeal Karol Wojtyła na Catedral de Wawel, Cracóvia, sendo ordenado padre em 20 de maio de 1973, em Kaniów, por Julian Groblicki, bispo-auxiliar de Cracóvia. Até 1975, foi vigário na paróquia de Santa Isabel em Jaworzno, e depois na paróquia de Santa Margarida em Raciborowice. Em 1976 obteve a licenciatura em teologia na Faculdade de Teologia da Pontifícia Academia de Teologia de Cracóvia e, em 1977, começou seus estudos de doutorado na Universidade Católica de Lublin, onde em 1981, obteve o doutorado em estudos catequéticos. Depois de obter o doutorado, trabalhou no gabinete de catequese da Cúria Metropolitana de Cracóvia e colaborou no trabalho pastoral da paróquia da "Divina Misericórdia" em Skawina. Em 1987 foi nomeado vice-reitor do Seminário maior de Cracóvia.
Nomeado pelo Papa João Paulo II como bispo-auxiliar de Cracóvia em 14 de maio de 1988, foi consagrado como bispo-titular de Villa regis em 4 de junho, na Catedral de Wawel, pelo cardeal Franciszek Macharski, arcebispo de Cracóvia, assistido por Jerzy Karol Ablewicz, arcebispo-bispo de Tarnów, e por Stanisław Nowak, bispo de Częstochowa.
De 1988 a 2004, foi vigário-geral da Arquidiocese de Cracóvia. Ele organizou três visitas do Papa João Paulo II a Cracóvia. Em 26 de novembro de 1999, foi nomeado presidente da Comissão de Educação Católica e seu principal interesse era buscar meios para encontrar as oportunidades oferecidas pelas escolas para atividades catequéticas e buscar formas de catequese paroquial. Como presidente da Comissão para a Educação da Conferência Episcopal da Polônia, o centro de suas atividades foi a adaptação da catequese polonesa aos documentos catequéticos da Igreja pós-Concílio Vaticano II, especialmente o Catecismo da Igreja Católica e o Diretório Geral da Catequese e correlacionar o ensino da religião na escola com as exigências das escolas reformadas. Por seis anos consecutivos, lecionou catequese na Pontifícia Academia Teológica de Cracóvia.
Foi nomeado bispo diocesano da Diocese de Koszalin-Kołobrzeg em 9 de junho de 2004. Introduziu nas paróquias a catequese em pequenos grupos para os alunos do ensino médio, em preparação para receber o sacramento da Confirmação e recomendou atendimento aos jovens estudantes pelas comunidades paroquiais. Ele é conhecido por sua abertura ao clero, leigos e mídia. Desde 26 de novembro de 2004 é presidente da Comissão para a Educação Católica da Conferência Episcopal da Polônia.
Foi promovido à arcebispo metropolitano de Varsóvia em 3 de março de 2007, fazendo sua entrada solene em 1 de abril do mesmo ano. Em 9 de junho de 2007, foi nomeado Ordinário para os Católicos de Rito Oriental na Polônia que não têm seu próprio Ordinário. Ele recebeu o pálio do Papa Bento XVI na Basílica de São Pedro em 29 de junho de 2007.
Em 20 de outubro de 2010, foi anunciada a sua criação como cardeal pelo Papa Bento XVI, no Consistório de 20 de novembro, em que recebeu o barrete vermelho e o título de cardeal-presbítero de Santos Silvestre e Martinho nos Montes.

## Conclaves
- Conclave de 2013 - participou da eleição de Jorge Mario Bergoglio como Papa Francisco.
- Conclave de 2025 - participou da eleição de Robert Francis Prevost como Papa Leão XIV.